# Sotodosos
Sotodosos es un municipio español de la provincia de Guadalajara, en la comunidad autónoma de Castilla-La Mancha. Cuenta con una población de 33 habitantes (INE 2024).

## Geografía
En los alrededores de Sotodosos se encuentran localidades como Hortezuela de Océn, Padilla del Ducado, Esplegares y Abánades. En el siglo XIX se habla de los «buenos montes de encina y roble» existentes en el término.

## Historia
Hacia mediados del siglo XIX, la localidad contaba con una población de 299 habitantes. Aparece descrita en el decimocuarto volumen del Diccionario geográfico-estadístico-histórico de España y sus posesiones de Ultramar de Pascual Madoz de la siguiente manera:

SOTODOSOS: l. con ayunt. en la prov. de Guadalajara (13 leg.), part. jud. de Cífuentes (5), aud. terr. de Madrid (23), c. g. de Castilla la Nueva, dióc. de Sigüenza (4). sit. en una pequeña eminencia, dominada hacia el O. por otra de mayor elevacion, le baten libremente los vientos; su clima es frio y las enfermedades mas comunes, catarros y algunas pulmonías: tiene 90 casas; la consistorial que sirve de cárcel; un pósito nacional, con el fondo de 65 fan. de trigo; escuela de instruccion primaria frecuentada por 20 alumnos de ambos sexos; fuera de la pobl. 2 fuentes de abundantes aguas que proveen á las necesidades del vecindario y ganados. térm.: confina con los de Ortezuela, Padilla, Esplegares y Abanades: dentro de él se encuentran varias fuentecillas, 2 ermitas (La Soledad y Ntra. Sra. de la Vega) y varios corrales para cerrar ganado. El terreno que participa de quebrado y llano, es pedregoso, flojo, de poca miga y todo de secano á escepcion de unos huertecillos regados con las aguas de las indicadas fuentes; hay buenos montes de encina y roble. caminos; los locales, de herradura y en mediano estado. correo: se recibe y despacha en la cab. del part. prod.: trigo, cebada, avena, patatas, garbanzos, almortas y otras legumbres, bellota, cera, miel, leñas de combustible y carboneo y buenos pastos, con los que se mantiene ganado lanar, vacuno y mular; abunda la caza de perdices y liebres, algunos conejos y bastantes lobos y zorras. ind.: la agrícola, una cerragería y 4 telares de paños y lienzos ordinarios. comercio: esportacion del sobrante de frutos, ganado y lana, é importacion de los art. de consumo que faltan: hay 2 pequeñas tiendas de comestibles, algunas ropas y otros géneros de poca importancia. pobl.: 62 vec., 299 alm. cap. prod.: 1.686,000 rs. imp.: 84,300. contr.: 3,729.
(Madoz, 1849, p. 519)

## Demografía
Sotodosos cuenta con una población de 33 habitantes (INE 2024).
| Gráfica de evolución demográfica de Sotodosos entre 1842 y 2021                                                     |
| |
| Población de derecho según los censos de población del INE Población de hecho según los censos de población del INE |

| 77            | 70 | 60 | 64 | 44 | 41 |
| (Fuente: INE) |    |    |    |    |    |

## Patrimonio
- Iglesia de Nuestra Señora de la Asunción (siglo XVII).[3]
- Ermita de la Soledad.[3]
- Ermita de Nuestra Señora de la Vega.[3]